# Cotesia radiantis
Cotesia radiantis är en stekelart som först beskrevs av Wilkinson 1929.  Cotesia radiantis ingår i släktet Cotesia och familjen bracksteklar. Inga underarter finns listade i Catalogue of Life.